# Ratpenat de sacs alars de Thomas
El ratpenat de sacs alars de Thomas (Balantiopteryx io) és una espècie de ratpenat de la família dels embal·lonúrids que es troba a Belize, Guatemala i Mèxic.